# Evanna Lynch
Evanna Lynch (Termonfeckin, County Louth, 16. kolovoza 1991.) je irska glumica. Živi u malome mjestu Termofeckinu.
Jednom je napisala pismo J. K. Rowling da bi željela glumiti u filmu Harry Potter, ali sumnja u to jer je Termonfeckin mali gradić u kojem se ništa ne dešava.A J.K.Rowling joj je odgovorila da i ona dolazi iz takvog mjesta.
Kad je imala 11 godina bila je razočarana što će propustiti izlazak Reda Feniksa jer je bila hospitalizirana. No bolnica ju je otpustila na jutro istoga dana kada je objavljen Red Feniksa. Lokalna knjižara omogućila joj je HPIRF potpisanu od same J.K.Rowling. Bila je odjevena u majicu s natpisom I love Harry Potter na rukavima,plavo nalakirane nokte na kojima je na svakom drugom pisalo Harry Potter a na ostalima je bila napravljena zvrčka. Imala je i crne naočale kao i Harry Potter.
Izabrana je između 15 tisuća drugih djevojaka kojima je uvjet bio: duga plava kosa, sanjarski pogled i naravno dobra gluma.
Kad je objavljeno da je dobila ulogu u filmu otišla je kući u pratnji dvaju zaštitara.
reakcija J.K.Rowling na Evannu u ulozi Lune Lovegood bila je:Odlično!
Ime Evanna na irskom i engleskom znači mlad borac a na škotskom desnoruki.
Sama je izradila svoje naušnice za ulogu Lune Lovegood.